# Carè Alto

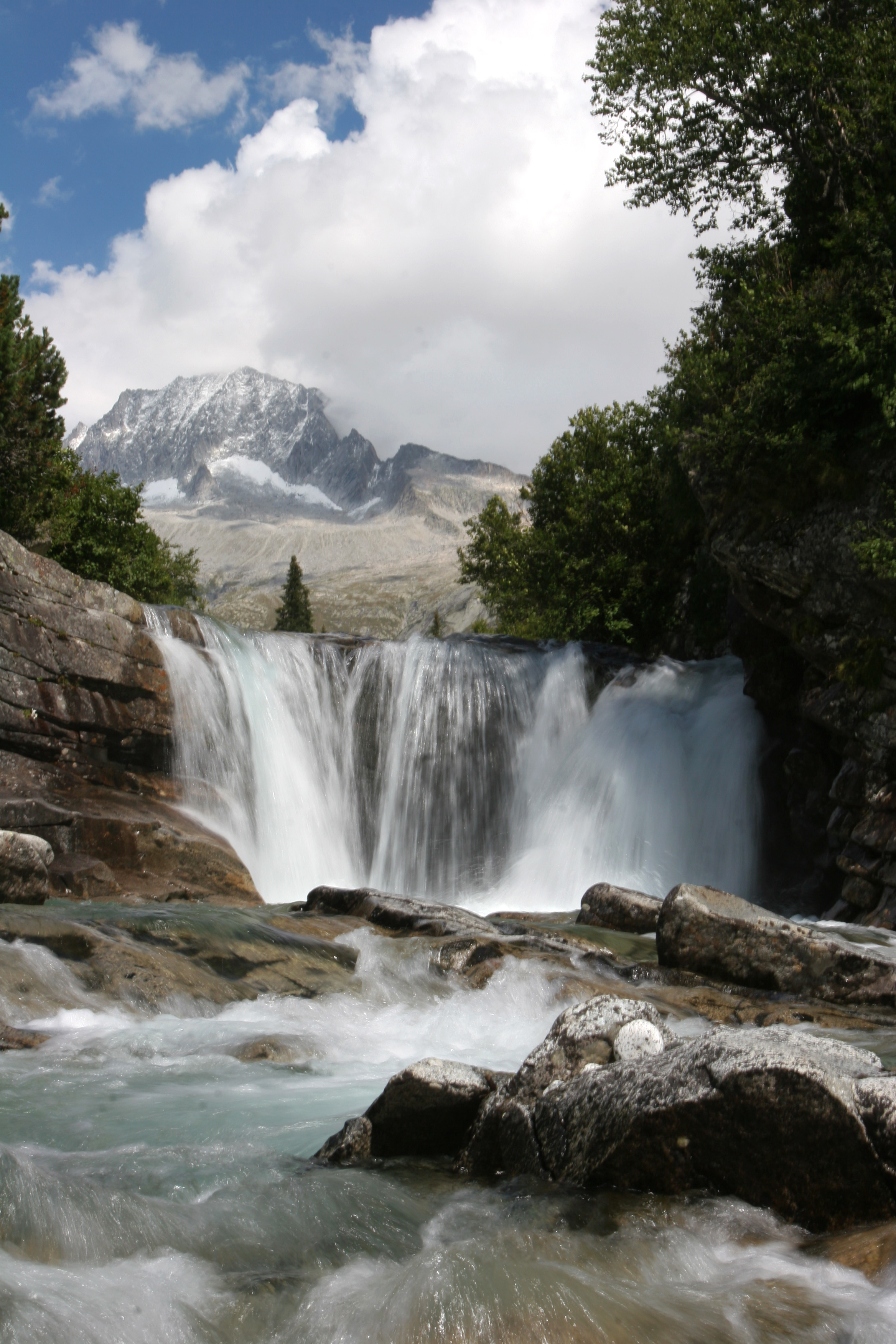
Care Alto.

De Carè Alto is een 3462 meter hoge berg in de Noord-Italiaanse provincie Trente.
De berg is de zuidelijkste top van de Adamellogroep die de 3000 meter overscheidt. Ten westen van de Carè Alto ligt het Val di Fumo waar de rivier de Chiese ontspringt. Aan de oostzijde ligt het praktisch onbewoonde Valle di San Valentino en Valle di Borzago, zijdalen van het Val Rendena. Hoog in deze laatste vallei ligt de berghut Rifugio Carè Alto (2459 m). Vanaf deze hut voert een route over de oostgraat in drie uur naar de top. De Carè Alto ligt midden in het regionale natuurpark Adamello waar nog een kleine populatie bruine beren leeft.